# Cismontańska i ultramontańska familia
Cismontańska i ultramontańska familia − historyczne frakcje w Zakonie Braci Mniejszych, dwie rodziny, na które zostali podzieleni franiszkanie obserwanci w 1415 r.
Podział ten miał ułatwić zarząd szybko rozrastającym się w różnych krajach zakonem. Familie odbywały osobne kapituły generalne, a jedynie sporadycznie wspólne. Po 1517 r. zachowano ten podział, a generałów zakonu wybierano na przemian z obu familii. Jeżeli był cismontaninem (z reguły Włoch) to rezydował w klasztorze Aracoeli w Rzymie. Jeżeli urząd piastował ultramontanin (zazwyczaj Hiszpan) to rezydował w klasztorze S. Francisco el Grande w Madrycie. Każda familia miała swojego wikariusza generalnego oraz po sześciu definitorów.
Cismontańska, czyli przedalpejska część Zakonu Braci Mniejszych, skupiała wszystkie wikarie, a po 1517 r. prowincje we Włoszech, na Bałkanach, na Bliskim Wschodzie, w Austrii, na Węgrzech i w Polsce.
Ultramontańska, czyli zaalpejska część zakonu, skupiała wszystkie wikarie, a po 1517 r. prowincje Francji, Hiszpanii, Portugalii, Anglii, krajów Skandynawskich, Niemiec, Ameryki i Dalekiego Wschodu.
Podział ten z biegiem czasu zatracił swoje znaczenie i istniał do Unii Leoniańskiej w 1897 r., która całkowicie ujednoliciła zakon.